# Dobranovský potok

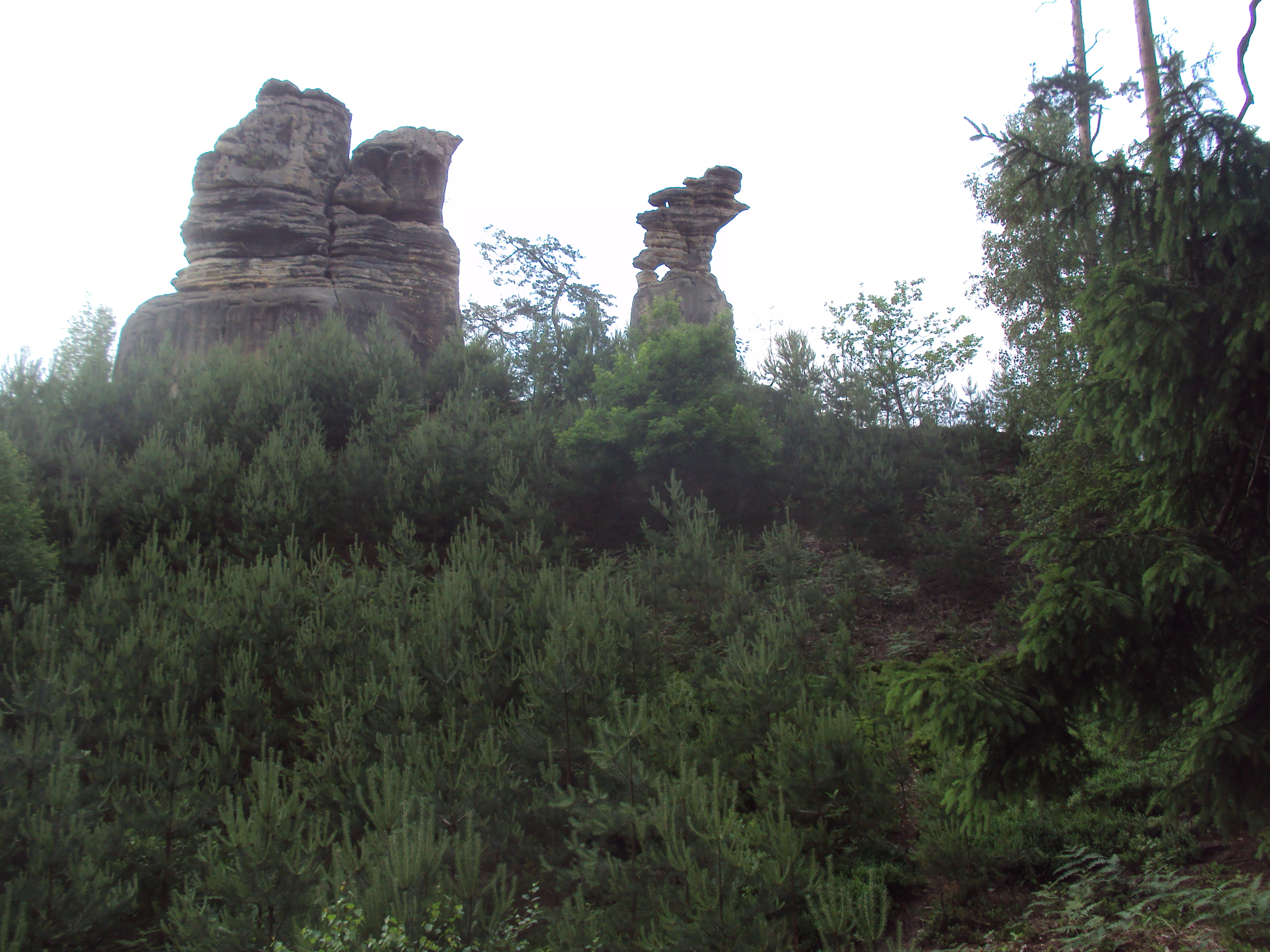
Felstürme Čertova skála (links) und Panenská skála über dem südlichen Ausgang des Luzengrundes

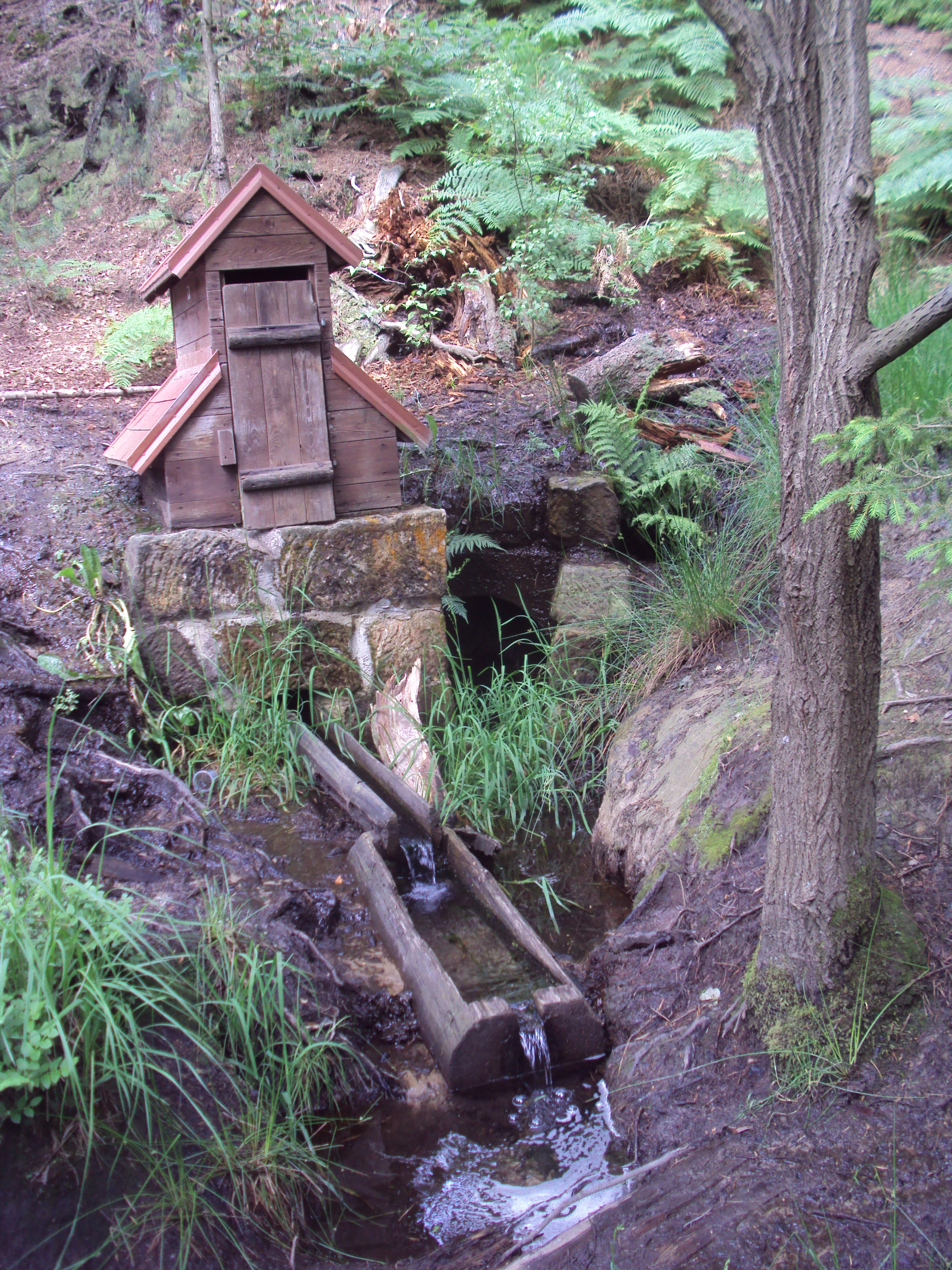
Augenwasserquelle im Luzengrund

Der Dobranovský potok (deutsch Rodowitzer Bach, auch Dobernbach / Doberner Bach) ist ein rechter Zufluss der Ploučnice (Polzen) in Tschechien.

## Verlauf
Der Dobranovský potok entspringt westlich von Cvikov (Zwickau) bzw. südöstlich von Svor (Röhrsdof) in der zur Ralská pahorkatina (Rollberg-Hügelland) gehörenden Zákupská pahorkatina (Reichstadter Hügelland). Seine Quelle befindet sich am nördlichen Fuße der Hrouda (Balleberg, 452 m). An seinem anfänglich nach Südwesten, dann nach Süden führenden Oberlauf bildet der Dobranovský potok auf zwei Kilometern Länge ein bewaldetes Tal mit Sandsteinfelsen, das als Údolí samoty (Luzengrund) bezeichnet wird. Am Jägerhaus in Radvanec  (Rodowitz) mündet der aus dem Údolí vzdechů (Seufzergrund) kommende Klíčský potok (Kleisbach) zu.
Der Bach fließt auf seinem Mittellauf durch Radvanec und Sloup v Čechách (Bürgstein), zwischen beiden Orten wird er im Teich Radvanecký rybník gestaut. Am nordwestlichen Fuße des Slavíček (Slabitschken, 535 m) erreicht der Dobranovský potok die Bürgstein-Schwoikaer Schweiz; sein Lauf führt mit westlicher Richtung an der Felsenburg Sloup vorbei. Bei Janov zweigt linksseitig die Felsschlucht Cikánský důl (Zigeunergrund) ab. Dort wendet sich der Bach wieder nach Süden und erreicht Chomouty und Pihel, er den Pihelský vrch (Pihlerberg, 315 m) mit den Resten der Burg Pihel umfließt.
Der Unterlauf des Dobranovský potok führt mit südöstlicher Richtung durch Dolní Pihel, Bukovany, Malý Bor, Písečná und Dobranov. Nach 17,2 Kilometern mündet der Dobranovský potok südlich von Dobranov in die Ploučnice.
Kurz vor seiner Mündung wird der Bach von dem auf einem stillgelegten Abschnitt der Bahnstrecke Řetenice–Liberec angelegten Radwanderweg Vlčí Důl überbrückt.
Der Bach ist ein Forellengewässer, etwa auf der Hälfte seines Laufs besteht Angelverbot.

## Zuflüsse
- Klíčský potok (r), in Radvanec
- Chotovický potok (r), bei Janov
- Pihelský potok (r), in Pihel
- Šidlovský potok (l), oberhalb von Dobranov

## Teiche
- Radvanecký rybník, zwischen Radvanec und Sloup v Čechách
- Hradní rybník, an der Felsenburg Sloup
- Pivovarský rybník, in Pihel